# Arvin Niknia

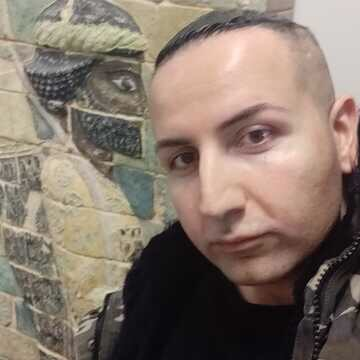
Arvin Niknia

Arvin Niknia (* 12. August 1983) ist ein iranisch-dänischer Autor. 2020 schrieb er das Buch Dänischer Rassismus, in dem er definiert, dass Rassismus in Dänemark ein akzeptiertes Phänomen sei.

## Leben
Arvin Niknia ist ein iranisch-dänischer Autor und Unternehmer. Er studierte an der Universität von Kopenhagen und hat mehrere Kriminalromane in englischer Sprache veröffentlicht und in mehreren Quellen erwähnt.

## Werke
- The Rise and Fall of Middle East[7]
- Irresistible[8]
- The Broken Dream[9]
- Serenity for Life[10]
- The Immortal Capture[11]
- Onslaught[12]